# San Germán (Puerto Rico)
San Germán és un municipi de Puerto Rico situat al sud-oest de l'illa, també conegut amb els noms de La Ciudad de Las Lomas, Ciudad de las Golondrinas, Cuna del Baloncesto Puertorriqueño, Ciudad Fundadora de Pueblos i La Ciudad Peregrina. Confina al nord amb els municipis de Mayagüez i Maricao; a l'est amb el municipi de Sabana Grande; a l'oest amb Hormigueros i Cabo Rojo i al sud amb el municipi de Lajas. Forma part de l'Àrea metropolitana de San Germán-Cabo Rojo.
Està dividit en 19 barris: San Germán Pueblo, Ancones, Caín Alto, Caín Bajo, Cotuí, Duey Alto, Duey Bajo, Guamá, Hoconuco Alto, Hoconuco Bajo, Maresúa, Minillas, Retiro, Rosario Alto, Rosario Bajo, Rosario Peñón, Sabana Eneas, Sabana Grande Abajo i Tuna.

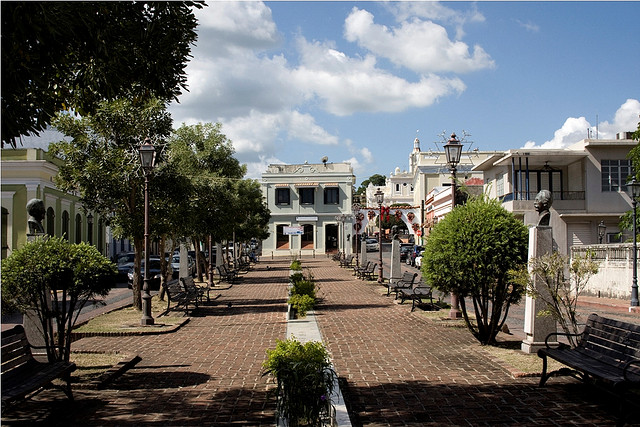
Plaza Santo Domingo, San Germán pueblo